# Stefania Lazzaroni
Stefania Lazzaroni (ur. 10 lipca 1965 w Bergamo) – włoska lekkoatletka, specjalistka skoku w dal, medalistak halowych mistrzostw Europy.

## Kariera sportowa
Zdobyła brązowy medal w skoku w dal na halowych mistrzostwach Europy w 1984 w Göteborgu, przegrywając jedynie z Susan Hearnshaw z Wielkiej Brytanii i Evą Murkovą z Czechosłowacji.
Była wicemistrzynią Włoch w skoku w dal w 1983. W hali była mistrzynią Włoch w tej konkurencji również w 1984. Ustanowiła wówczas halowy rekord Włoch skokiem na odległość 6,27 m.